# Günter Debert

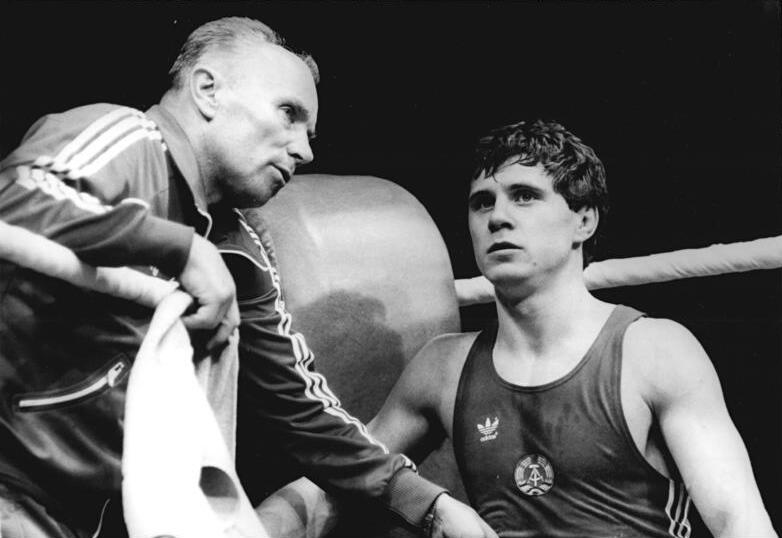
Verbandstrainer Günter Debert beim Länderkampf DDR-USA am 11. Februar 1983 in Schwerin

Günter Debert (* 7. Mai 1929 in Berlin) ist ein ehemaliger deutscher Boxer und Boxtrainer in der Deutschen Demokratischen Republik (DDR). Er war 1953 DDR-Meister im Leichtgewicht und von 1978 bis 1989 Trainer der DDR-Auswahl. Er betreute einen Weltmeister, vierzehn Europameister und drei Olympiasieger.

## Leben
Debert, Sohn eines Maschinisten, erlernte nach der Volksschule 1943 bis 1945 den Beruf des Mechanikers, in dem er bis 1950 arbeitete. 1951/52 gehörte er der Deutschen Volkspolizei (DVP) an, war aber als Boxer freigestellt. Von 1949 bis 1953 war er aktiver Boxer und wurde 1953 DDR-Meister im Leichtgewicht. Danach wurde er Trainer.
Von 1970 bis 1978 trainierte Debert die Junioren-Auswahl der DDR. Er studierte bis 1976 an der Deutschen Hochschule für Körperkultur, der Titel seiner Abschlussarbeit lautete „Grundgedanken zur Gestaltung der unmittelbaren Wettkampfvorbereitung für die II. Förderstufe im DBV der DDR. Kennzeichnung der Trainingsplanung auf die internationalen Wettkampfhöhepunkte Jugendwettkämpfe der Freundschaft und Junioreneuropameisterschaft 1976“. Von 1978 bis 1981 absolvierte er ein Trainer-Fachstudium. Ab 1978 war er Cheftrainer des DDR-Boxverbandes. In Deberts Amtszeit fielen drei Olympiasiege, ein Weltmeister- und 14 Europameistertitel.
Nach der Wende und der friedlichen Revolution in der DDR war er bis zu seinem Rücktritt Ende des Jahres 1991 Leistungssport-Koordinator des Deutschen Amateur-Box-Verbandes. Er wurde im Dezember 1991 durch den damaligen Verbandspräsidenten Kurt Maurath als einer „der erfahrensten Box-Experten der Welt“ bezeichnet. 1991 hieß es in einem Untersuchungsbericht des Deutschen Sportbundes, dass im Amateurboxsport der Deutschen Demokratischen Republik über Jahre systematisch Dopingmittel zum Einsatz gekommen seien. Debert stand unter Verdacht, ein Anabolikum an seine Kämpfer gegeben zu haben, was dieser im Dezember 1991 abstritt. Debert kritisierte die Profiverträge für verschiedene DDR-Boxer nach der Wende und wurde von Henry Maskes Trainer Manfred Wolke als „richtiger Alt-Stalinist“ bezeichnet. Debert, der zeitweise in Südafrika als Boxtrainer tätig war, lebt heute in Berlin.